# Joey (Bob Dylan)
Joey è la sesta traccia dell'album più venduto di Bob Dylan: Desire. È la canzone più lunga dell'album, nonché la più controversa. Racconta la storia del defunto gangster Joseph "Crazy Joe" Gallo (1929-1972) e fu all'origine di molte critiche.

## Descrizione
Dylan descrive Gallo come un fuorilegge con una morale, sulla falsariga di Pretty Boy Floyd di Woody Guthrie.
Nella canzone Gallo si rifiuta di uccidere degli innocenti, mette pace fra i neri e protegge la sua famiglia quando lo uccidono in un ristorante, mentre nella biografia scritta da Goddard (da cui Dylan e Levy prenderanno i dettagli sull'uccisione), Gallo è un razzista che picchiava la moglie e abusava dei figli e che ha partecipato allo stupro di un ragazzo in prigione.
Nessuno di questi dettagli è citato nella canzone di Dylan/Levy. Molti critici, tra cui Lester Bangs, hanno ricordato che Gallo era uno spietato mafioso e che la canzone non racconta fedelmente la sua vita.
Dylan e Levy scrissero la canzone in una sola notte, dopo una serata passata in casa dell'attore Jerry Orbach, che conosceva personalmente Gallo. Inoltre la figura di Gallo aveva particolarmente colpito Levy, che lo aveva conosciuto.
Diversamente da altri fuorilegge la cui vita è stata romantizzata, come Jesse James and Billy the Kid, la figura di Gallo, morto appena quattro anni prima, era ancora viva nelle menti delle persone, per questo fu molto criticata sia dal pubblico che dai giornali.